# Papiro 73
El Papiro 73 (en la numeración Gregory-Aland) designado como {\displaystyle {\mathfrak {P}}}73, es una copia antigua de una parte del Nuevo Testamento en griego. Es un manuscrito en papiro del Evangelio de Mateo y contiene la parte de Mateo 25:43; 26:2-3. Ha sido asignado paleográficamente al siglo VII.
El texto griego de este códice es un representante del Tipo textual bizantino, también conocido como Mayoritario, Tradicional, Eclesiástico, Constantinopolitano, o Sirio. Kurt Aland la designó a la Categoría V de los manuscritos del Nuevo Testamento.
Este documento se encuentra en la Biblioteca Bodmeriana (L), en Cologny.